# Bonndorfer Vergleich
Der Bonndorfer Vergleich war ein 1927 geschlossener Vertrag zwischen Vertretern der katholischen Kirchengemeinde Bonndorf und der Republik Baden und beendete einen Rechtsstreit beider Parteien, der 1919 begonnen hatte. Er regelte die staatliche Finanzierung von Bedürfnissen einer Kirchengemeinde, deren Pfarrkirche zu einem Kloster gehörte, das durch den Staat säkularisiert wurde.

## Vorgeschichte
Die Bonndorfer Pfarrkirche St. Peter und Paul wurde 1402 dem Paulinerkloster Bonndorf inkorporiert. Seitdem hatte das Kloster, so die Ansicht der Kirchengemeinde, die Bedürfnisse der Kirche befriedigt, auch die, die nach der Inkorporation entstanden waren. Damit hatte das Kloster den Stand einer Kirchenfabrik erlangt. Mit der Klosterauflösung infolge der Säkularisation von 1807 ging die Pflicht, alle Kultusbedürfnisse zu bestreiten, auf das Großherzogtum Baden über. Der badische Staat habe diese Bedürfnisse seit damals auch erfüllt, wobei in der Zeit vor 1919 Streitigkeiten um den Umfang der Verpflichtungen entstanden, da sich der Staat weigerte, die Heizungskosten für Kirche und Sakristei sowie die Kosten der Kirchenbeleuchtung zu übernehmen.

## Prozess
Daher reichte die Pfarrkirche bzw. katholische Kirchengemeinde im Jahr 1919 Klage gegen den badischen Domänenfiskus ein und wurde hierbei durch den katholischen Oberstiftungsrat Josef Schmitt in Karlsruhe vertreten. Ziel war die „Anerkennung der dem Domänenfiskus obliegenden Rechtspflicht zur Heizung der Sakristei … und der unbeschränkten Pflicht des Fiskus, die örtlichen kirchlichen Bedürfnisse … zu befriedigen, und zwar in der Art und dem Umfang, wie sie einem Pfarrkirchenvermögen (Kirchenfabrik, Kirchenfonds) obliegen, also nicht bloß in dem Umfang, wie er bei der Säkularisation bestanden und sich seither quantitativ erweitert hat, sondern auch insoweit, als nach der Säkularisation Einzelbedürfnisse qualitativ neuer Art entstanden sind oder entstehen.“
Der Prozess fand in erster Instanz vor dem Landgericht Karlsruhe statt, das den Teil der Klage abwies, der sich auf die Befriedigung der neuartigen kirchlichen Bedürfnisse erstreckte. In der beim Oberlandesgericht Karlsruhe eingelegten Berufung urteilte der I. Zivilsenat am  3. März 1920, dass „dem Beklagten die unbeschränkte Pflicht obliegt, die örtlich-kirchlichen Bedürfnisse der ... Pfarrkirche Bonndorf in dem Umfang weiter zu befriedigen, in dem der Beklagte bisher die Befriedigung vornahm, einschließlich künftiger quantitativer Erweiterungen.“ Abgesehen davon wurde die Klage abgewiesen.
Es folgte die Revision beim Reichsgericht, dessen IV. Zivilsenat am 22. November 1920 das Urteil größtenteils aufhob und es „zur anderweitigen Verhandlung und Entscheidung an das Berufungsgericht“ zurückverwies und zwar an dessen III. Zivilsenat. Das Reichsgericht stimmte dem Berufungsgericht zu, „daß das Paulinerkloster in Bonndorf infolge der Inkorporation der Bonndorfer Pfarrkirche in das Kloster privatrechtlich verpflichtet gewesen sei, alle Kultusbedürfnisse der Pfarrkirche zu bestreiten.“ Während das Berufungsgericht den Übergang dieser Verpflichtung auf den Badischen Staat verneinte, erklärte das Reichsgericht diese Sichtweise zu einem Rechtsirrtum. Die den Klöstern aus der Inkorporation erwachsenen privatrechtlichen Pflichten seien durch die Säkularisation nicht erloschen, sondern mit dem auf Grund der gemäß §§ 35, 36 des Reichsdeputationshauptschlusses eingezogenen Klostervermögen auf die säkularisierenden Staaten übergegangen. Nach § 63 RDH „soll die bisherige Religionsübung jedes Landes gegen Aufhebung und Kränkung jeder Art geschützt sein, insbesondere jeder Religion der Besitz und ungestörte Genuss ihres eigentümlichen Kirchenguts auch Schuldfonds … ungestört verbleiben.“ „Zu dem 'Kirchengut' gehört auch der Rechtsanspruch der Kirchengemeinde gegen das Kloster auf Bestreitung aller kirchlichen Bedürfnisse“
Das Reichsgericht stützte diese Rechtsauffassung durch weitere Gesetze, wie die preußische Kabinettsorder vom 25. September 1834, das erste badische Konstitutionsedikt vom 14. Mai 1807 sowie eine Entscheidung des Badischen Oberhofgerichts vom 27. Juni 1871. Dass der preußische Minister der geistlichen Angelegenheiten in seiner Denkschrift betreffend die Entstehung, den rechtlichen Charakter und den Umfang der Verbindlichkeiten des Hannoverschen Klosterfonds nebst dem Verzeichniß dieser Verbindlichkeiten vom 14. November 1877 „als Entstehungsgrund der Verbindlichkeiten in der überwiegenden Mehrzahl der 486 Fälle 'Universalsukzession' in das Vermögen eines aufgehobenen Klosters“ nennt, war für das Reichsgericht ein weiterer Grund, das Berufungsurteil in den Fällen aufzuheben, „soweit zuungunsten der Klägerinnen erkannt ist“.

## Vergleich
Während nach diesem Urteil des Reichsgerichts Ziffer 1 des oberlandesgerichtlichen Urteils vom 3. März 1920 nunmehr rechtskräftig geworden war, waren Ziffer 2 bis 4 zur nochmaligen Verhandlung und Entscheidung an den III. Senat des Oberlandesgerichts zurückverwiesen worden. Neben neuen Beweisen sollten eingehende Gutachten von Hochschullehrern erhoben werden. Im Laufe langer Verhandlungen gelangte man jedoch zu einem Vergleich, der den Prozess abschließen sollte. Dieser Vergleich, der als Bonndorfer Vergleich in die Rechtsliteratur Eingang fand, wurde am 10. Juni bzw. 12. Juni 1927 von den streitenden Parteien unterzeichnet und unter dem 12. Juli vom inzwischen zum badischen Finanzminister gewordenen Josef Schmitt und unter dem 22. Juli 1927 vom Erzbischöflichen Ordinariat genehmigt.
Laut § 1 des Vergleichs erstreckt sich dieser nicht nur auf die Pfarrkirche und die Kirchengemeinde Bonndorf, sondern zudem auf folgende Pfarrkirchen und Kirchengemeinden:
- Bernau
- Bruchsal: Stadtkirche Unserer Lieben Frau und Hofkirche
- Freiburg-Herdern: St. Urban
- Höchenschwand
- Konstanz: Konstanzer Münster und St. Stephan
- Menzenschwand
- Oberried
- Säckingen: St. Fridolin
- St. Peter (Kloster St. Peter auf dem Schwarzwald)
- St. Ulrich
- Schlatt: St. Sebastian (Malteserorden Heitersheim)
- Schwarzach: Münster Schwarzach
- Todtmoos: Unserer Lieben Frau
- Unteribach
- Urberg: St. Peter und Paul

Nach § 3 bezieht sich der Vergleich auf die Befriedigung derjenigen örtlichen kirchlichen Bedürfnisse, welche unmittelbar oder mittelbar der Ausübung des römisch-katholischen Gottesdienstes dienen (Kultbedürfnisse), also nicht zu den Bau- oder Pfründbedürfnissen gehören. Zu den Kultbedürfnissen, in diesem Sinne zählen also auch solche Bedürfnisse, deren Befriedigung nur mittelbar die Abhaltung des kirchlichen Gottesdienstes im eigentlichen Sinne fördert, wie z. B. die Sakristeiheizung.
Nach § 4 obliegt dem Fiskus im Hinblick auf Ziffer 1 des oberlandesrichtlichen Urteils vom 3. März 1920, die ja Rechtskraft erlangt hat, die Befriedigung der quantitativen Vermehrung bisher von ihm befriedigter Bedürfnisse.
Nach § 5 besteht aber diese Pflicht des Fiskus auch hinsichtlich der bisher von ihm befriedigten Bedürfnisse, wenn sie durch neuartige Mittel oder anderen Formen befriedigt werden sollen.
Gemäß § 6 erstreckt sich aber die Befriedigungspflicht des Fiskus auch auf die sogenannten neuartigen Bedürfnisse, hier aber hat der Fiskus nur 60 % zu tragen, während die Pfarrkirche oder die Kirchengemeinde die restlichen 40 % aufzubringen hat. Voraussetzung für die Übernahme der Verpflichtung des Fiskus der neuartigen Bedürfnisse im angegebenen Umfange ist die Anerkennung des Ordinariats, dass sie notwendig sind und allgemein in den katholischen Kirchen Badens als Bedürfnis empfunden werden und auch sonst überall, wo es die Verhältnisse erfordern, eingeführt sind.
Nach diesen Abmachungen gehörte z. B. die Ersetzung eines Blasebalgtreters für die Orgel durch eine Motorkraft zu den neuen Mitteln bisher befriedigter Bedürfnisse. Das Bedürfnis selbst war nicht neu, jedoch das Mittel zu seiner Befriedigung. Ähnlich verhielt es sich mit der Einführung der elektrischen Beleuchtung in den Kirchen. Dagegen gehörte die Neueinführung einer Kirchenheizung, wo sie bisher nicht bestand, zu den neuartigen Bedürfnissen. Wo aber der Staat bisher für die Kirchenheizung, etwa durch Öfen, aufkam, lag bei Einführung von Zentral- oder Luftheizungen nur ein neues Mittel eines bisher befriedigten Bedürfnisses vor.

## Nachwirkungen
Ähnliche Streitigkeiten wie in Bonndorf hatte es in Konstanz infolge der Säkularisation des Augustinereremitenklosters und der Baupflicht für die Dreifaltigkeitskirche gegeben. Rechtsnachfolgerin des Klosters war seit 1802 die städtische Spitalstiftung, die teilweise ebenfalls die Kostenübernahme verweigerte. Ab 1951 versuchte der erzbischöfliche Oberstiftungsrat eine Vereinbarung mit der Stadt Konstanz zu erreichen, um besonders die neuartigen kirchlichen Bedürfnisse zu regeln. Das schließlich am 14. Juli 1953 geschlossene Abkommen zwischen der Stadt Konstanz und dem Stiftungsrat der Dreifaltigkeitspfarrei erwähnt explizit den Bonndorfer Vergleich und kommt auf dasselbe Ergebnis, wobei explizit nicht Kult- und Baubedürfnissen unterschieden werden soll.
Nachdem im Bonndorfer Vergleich zwar die Kultbedürfnisse geklärt worden waren, jedoch nicht die Baubedürfnisse, schlossen der Erzbischöfliche Oberstiftungsrat und das Finanzministerium von Baden-Württemberg im Januar 1956 eine weitere Vereinbarung, die ebenfalls den Bonndorfer Vergleich explizit nennt. Sie überträgt dessen Regelungen analog auf die Baubedürfnisse, hält aber gleichzeitig die Unterscheidung zwischen Kultbedürfnis und Baubedürfnis aufrecht. Im August 1956 folgte die entsprechende Vereinbarung des Finanzministeriums mit dem evangelischen Oberkirchenrat.
Die 60:40-Regelung hinsichtlich der Befriedigung neuartiger Baubedürfnisse findet sich in den Durchführungsbestimmungen zum Kirchenbaugesetz des evangelischen Oberkirchenrates in der geänderten Fassung von 2008. Das Inhaltsverzeichnis der Rechtssammlung der Erzdiözese Freiburg, die „alle wichtigen kirchen- und staatsrechtlichen Vorschriften, die im Erzbistum Freiburg anzuwenden sind“, enthält Ende Dezember 2015 ebenfalls noch immer den Bonndorfer Vergleich.